# Daniela Krhutová
Daniela Krhutová (geb. 9. April 1973 in Ostrava; gest. 16. Oktober 2020) war eine tschechische Schauspielerin und Sängerin.

## Schauspielkarriere
1994 verkörperte die damals 21-Jährige in der Serie Marie Ruzicka die gleichnamige weibliche Hauptrolle, die ihre bekannteste bleiben sollte. Ab 1995 spielte sie in einer Reihe von Filmen – zumeist Sexploitationfilme – des Produzenten Lloyd A. Simandl mit, namentlich Dangerous Prey (1995), Crackerjack 2 (1997), Crackerjack 3 (2000), Immortal – Der Unsterbliche (2001), Dakota Bound (2001), Ariana's Quest (2002), Deadly Engagement (2002), Game of Sins – Reich der Sünde (2003), Das Kloster der Begierde (Run with Fear) (2005), Demon's Claw (2006).
2003 spielte sie in der US-amerikanischen Serie Children of Dune mit. Weiter trat sie in tschechischen Produktionen auf, doch blieben ihre Rollenangebote begrenzt.

## Privatleben
Daniela Krhutová starb am 16. Oktober 2020 nach langer Krankheit im Alter von 47 Jahren; sie hinterließ ihre Tochter und ihren Partner.